# Kırklareli (tỉnh)
Kırklareli là một tỉnh ở tây bắc Thổ Nhĩ Kỳ bên bờ tây Biển Đen. Tỉnh này giáp các tỉnh Haskovo, Yambol và Burgas của Bulgaria về phía bắc với 180 km đường biên giới. Tỉnh này giáp tỉnh Edirne về phía tây và tỉnh Tekirdağ về phía nam, tỉnh İstanbul về phía đông-nam. Kırklareli là tỉnh lỵ.
Tỉnh này bị dãy núi Yıldız (Istranca) chia đôi. Phía bắc và đông bắc có ít dân nhất và kém phát triển nhất Thổ Nhĩ Kỳ còn phía nam và phía tây có dân nhiều hơn vì đất đai phù hợp với phát triển nông nghiệp và công nghiệp. Phía đông và bắc là rừng. Động Dupnisa là cảnh quan thiên nhiên nổi tiếng ở đây. Tỉnh này có 60 km bờ biển dọc Biển Đen.

## Các huyện
Tỉnh Kırklareli được chia thành các huyện sau (tỉnh lỵ được viết đậm):
- Babaeski
- Demirköy
- Kırklareli
- Kofçaz
- Lüleburgaz
- Pehlivanköy
- Pınarhisar
- Vize